# مصطفى سعيد
مصطفى سعيد مغني وعازف عود مصري، وباحث في الموسيقى العربية ومعلم لها، وهو من مواليد القاهرة عام 1983م، التحق بمؤسسة بيت العود وتخرج ليصبح أستاذاً به في عام 2004، ثم أصبح مدرسًا بالمعهد العالي للموسيقى في الجامعة الأنطونية ببيروت في لبنان منذ عام 2006 وهو عمله حتى الآن.
يهتم مصطفى بتوثيق التراث الموسيقي العربي، وبتطويره انطلاقًا من قواعده الأصيلة، فأسس في عام 2003 مجموعة «أصيل» للموسيقى العربية المعاصرة، كما أنه تولى منذ 2010 مسئولية إدارة مؤسّسة التوثيق والبحث في الموسيقى العربيّة في لبنان 2010.
اشتهر بتقديم أغانٍ على العود أثناء الثورة وأشهرها أغنية «يا مصر هانت»، و«منصورة يا مصر مش بجميلة العسكر» من قصائد تميم البرغوثي والتي حظيت بصيت وشهرة على وسائل التواصل الاجتماعي، كما غنى العديد من القصائد التراثية القديمة كأشعار أبواليزيد البسطامي أحد أعلام التصوف ورباعيات الخيام. وحصل على جائزة الشيخ زايد للكتاب عام 2024م.

## حياته
ولد في القاهرة عام 1983، التحق بمؤسسة بيت العود الذي يديره الفنان نصير شمة، وتخرج ليصبح أستاذاً به في عام 2004، ثم أصبح مدرسًا بالمعهد العالي للموسيقى في الجامعة الأنطونية ببيروت في لبنان منذ عام 2006 وهو عمله حتى الآن.

## أعماله

### ألبومات
- رباعيات الخيام (2008)
- أصيل (2010)

### أعمال مشتركة
شارك في الألبوم المشترك The Rough Guide To Arabic Revolution عام (2013)

## حفلاته
حضر مصطفى سعيد العديد من الحفلات والمهرجانات العالمية كعازف منفرد أو كفريق وهي: معهد العالم العربي (2007)، مهرجان موجام في أذربيجان (2009)، مؤتمر السلام والتصالح في إندونيسيا (2009)، ومهرجان أصوات العرب في أبو ظبي (2010)، قام بجولة في اليابان حيث أجرى 17 حفلة موسيقية ومؤتمر (2010)، ومهرجان فاس للموسيقى الروحية العالمية (2010).

## الجوائز
- فاز بجائزة ملتقى "مقام" في آذربيجان 2009م.[3]
- فاز بجائزة «أفضل أداء موسيقي» ضمن جوائز الأغا خان العالمية للإبداع الموسيقي عام 2019.
- حصل على جائزة الشيخ زايد للكتاب فرع تحقيق المخطوطات عام 2024م عن دراسته «سفينة المُلك ونفيسة الفُلك (شهاب الدين) الموشح وموسيقى المقام الناطقة بالعربية بين التنظير والمراس».[4]

## وصلات خارجية
- مصطفى سعيد على موقع ميوزك برينز (الإنجليزية)
- مصطفى سعيد على موقع ديسكوغز (الإنجليزية)